# Chandu the Magician
Chandu the Magician è un film del 1932 diretto da William Cameron Menzies e Marcel Varnel.

## Trama
Frank Chandler ha studiato arti magiche in India e ora, con il nome di Chandu, è un esperto di teletrasporto, progetti astrali, mesmerismo e illusionismo.

## Produzione
Il film fu prodotto dalla Fox Film Corporation con un budget stimato di 349.456 dollari dall'11 luglio all'agosto 1932.

## Distribuzione
Distribuito dalla Fox Film Corporation, il film uscì nelle sale cinematografiche statunitensi il 18 settembre 1932 dopo essere stato presentato in prima a Hollywood il 4 agosto. A New York, ebbe una prima il 30 settembre. Negli USA, il film incassò 488.496 dollari